# David Štěpánek
David Štěpánek (* 30. březen 1997, Česko) je český fotbalový obránce a bývalý mládežnický reprezentant, od zimy 2019 hráč klubu FK Jablonec.

## Klubová kariéra

### Mládežnické roky
Štěpánek je odchovancem Jihlavy.

### Vysočina Jihlava

#### Sezóna 2014/15
Premiéru v prvním týmu si v rámci nejvyšší soutěže odbyl v květnu 2015, když nastoupil na posledních 10 minut v utkání proti Liberci. V dané sezóně to byl jeho jediný start za první mužstvo.

#### Sezóna 2015/16
V této sezóně nadále nastupoval především za divizní rezervu. Za první tým ale nastoupil do jednoho utkání MOL Cupu (branku nevstřelil) a v jednom případě byl připraven v rámci 1. ligy na lavičce náhradníků.

#### Sezóna 2016/17
Průlom přišel až v sezóně 2016/17, kdy si vybojoval stabilní místo v základní sestavě prvního týmu. Nastoupil do 24 ligových utkání, stihl odehrál i dva zápasy MOL Cupu, ani jednou se střelecky neprosadil.

#### Sezóna 2017/18
Následující sezónu o plné zápasové vytížení přišel, když odehrál 14 ligových zápasů. Nastoupil také do jednoho zápasu MOL Cupu, ve kterém se v utkání proti Vyškovu dokázal i střelecky prosadit.
Jihlava navíc tu sezónu sestoupila do 2. ligy.

#### Sezóna 2018/19
První sezónu v nižší soutěži odehrál Štěpánek 16 ligových utkání (bez střeleckého úspěchu), zároveň nastoupil do 3 utkání MOL Cupu, ve kterých jednou střelecky uspěl.

### Jablonec
Jeho výkony se zalíbily skautům prvoligového Jablonce, kam také v lednu 2019 Štěpánek přestoupil. I vinou zranění si ale premiéru v zeleném dresu odbyl až v květnu 2020 v utkání proti pražské Slavii. Od té doby na pravidelnější zápasové vytížení čeká, k 9. únoru 2021 za první tým nastoupil celkem k 11 prvoligovým utkání, ve kterých jednou skóroval. Zároveň ve třech zápasech pomohl třetiligovému rezervnímu týmu.

## Reprezentační kariéra
Nastoupil celkově do 40 mezistátních utkání v dresu České republiky v mládežnických věkových kategoriích do 16, 17, 18, 19 a 20 let, celkem v nich vstřelil 3 branky.

## Klubové statistiky
- aktuální k 9. únor 2021

| Tým                 | Sezona            | Liga   | Liga   | Pohár  | Pohár  | Evropské poháry | Evropské poháry |
| Tým                 | Sezona            | Zápasy | Branky | Zápasy | Branky | Zápasy          | Branky          |
| ------------------- | ----------------- | ------ | ------ | ------ | ------ | --------------- | --------------- |
| FC Vysočina Jihlava | 2014/15           | 1      | 0      | -      | -      | -               | -               |
| FC Vysočina Jihlava | 2015/16           | 0      | 0      | 1      | 0      | -               | -               |
| FC Vysočina Jihlava | 2016/17           | 24     | 0      | 2      | 0      | -               | -               |
| FC Vysočina Jihlava | 2017/18           | 14     | 0      | 1      | 1      | -               | -               |
| FC Vysočina Jihlava | 2018/19 (2. liga) | 16     | 0      | 3      | 1      | -               | -               |
| FK Jablonec         | 2019/20           | 5      | 1      | -      | -      | -               | -               |
| FK Jablonec         | 2020/21           | 6      | 0      | -      | -      | -               | -               |
| FK Jablonec B       | 2020/21 (3. liga) | 3      | 0      | -      | -      | -               | -               |
| Celkem              | Celkem            | 69     | 1      | 7      | 2      | 0               | 0               |